# HD 60228
HD 60228，又名CP-54 1294，SAO 235252、HR 2892，是一颗恒星，视星等为5.96，位于銀經266.2，銀緯-16.43，其B1900.0坐标为赤經7h 28m 15.4s，赤緯-54° -16.43′ 18″。